# Galerie U Betlémské kaple
Galerie U Betlémské kaple vznikla v roce 2005 na místě bývalé Galerie Jiřího a Běly Kolářových. Základem výstavního programu galerie je české poválečné umění – především Skupina 42, poválečný surrealismus, abstraktní umění 60. let, konstruktivismus a současné umění.

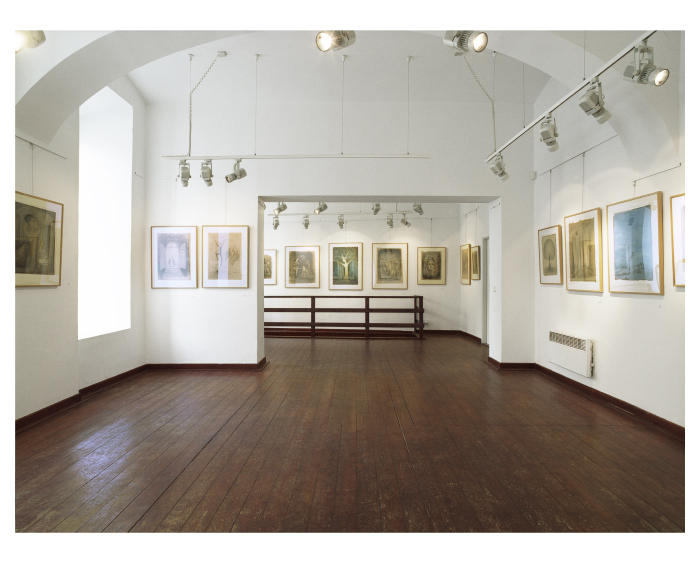
Alén Diviš v Galerii U Betlémské kaple

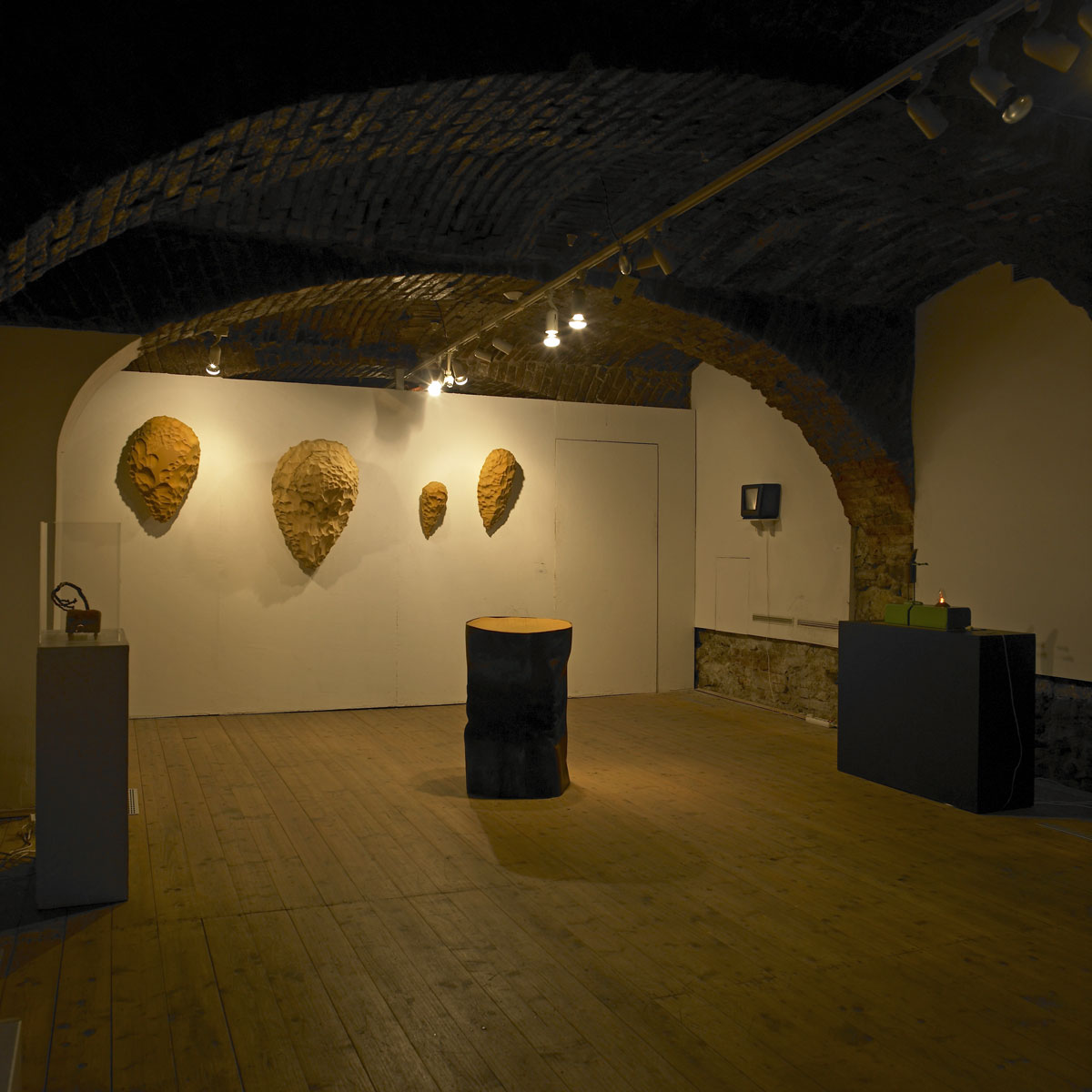
Výstava Františka Skály

V Galerii U Betlémské kaple byly k vidění výstavy Josefa Váchala, Františka Hudečka,Václava Tikala, Emily Medkové, Františka Tichého, Michala Ranného, Miloslava Chlupáče, Jiřího Balcara, Václava Boštíka, Josefa Šímy a mnoha dalších.

## Výběr uskutečněných výstav

### 2005
- Ota Janeček
- Spisovatelé v Burgunndsku
- Alfons Mucha
- Josef Váchal
- Zdeněk Burian
- Sto let české grafiky

### 2006
- České poválečné umění
- František Hudeček
- Tavík František Šimon
- Česká secese
- Kamil Lhoták

### 2007
- Toyen / Emila Medková - Střepy snů
- Václav Tikal
- Emanuel Ranný
- Svatopluk Pitra
- František Gross
- František Tichý[1]

### 2008
- Vladimír Jarcovják
- Victor Vasarely
- Geometrie - Československý konstruktivismus a geometrická abstrakce

### 2009
- Jan Lauschmann
- Michal Ranný
- Miloslav Chlupáč

### 2010
- Alén Diviš
- Miloslav Moucha
- EVAŠVANKMAJERJAN
- Alfons Mucha a česká secese
- František Skála
- Sny a zátiší - David Cajthaml, Michal Cihlář

### 2011
- Paralely - T. F Šimon Cyril Bouda / D. J. Růžička - Jan Lauschmann
- Duše krajiny, duch místa
- Robert Hliněnský
- František Tichý
- Josef Hlinomaz
- Jiří Balcar

### 2012
- Andrej Bělocvětov[2]
- Zdeněk Burian[3]
- Václav Boštík, Josef Šíma
- Praha na počátku století
- Svět, v němž žijeme

### 2013
- Sexuální objekt podle mého vkusu - Jánuš Kubíček
- Max Švabinský
- Jan Reich
- Kamil Lhoták

## Vydané publikace
- Boloňský A.: Alfons Mucha, Praha, 2005
- Klimešová M.: České poválečné umění, Praha, 2006
- Horáková L.: Svatopluk Pitra, Praha, 2007
- Boloňský A., Dvořák Fr., Koníček Fr., Zemina J.: Josef Hlinomaz – Malující šašour, Praha, 2011